# Meczet al-Bahr
Meczet al-Bahr (nazywany także Meczet El-Bahar, lub Meczet El-Mina) – najstarszy meczet, zlokalizowany na Starym Mieście Akki, na północy Izraela.

## Historia

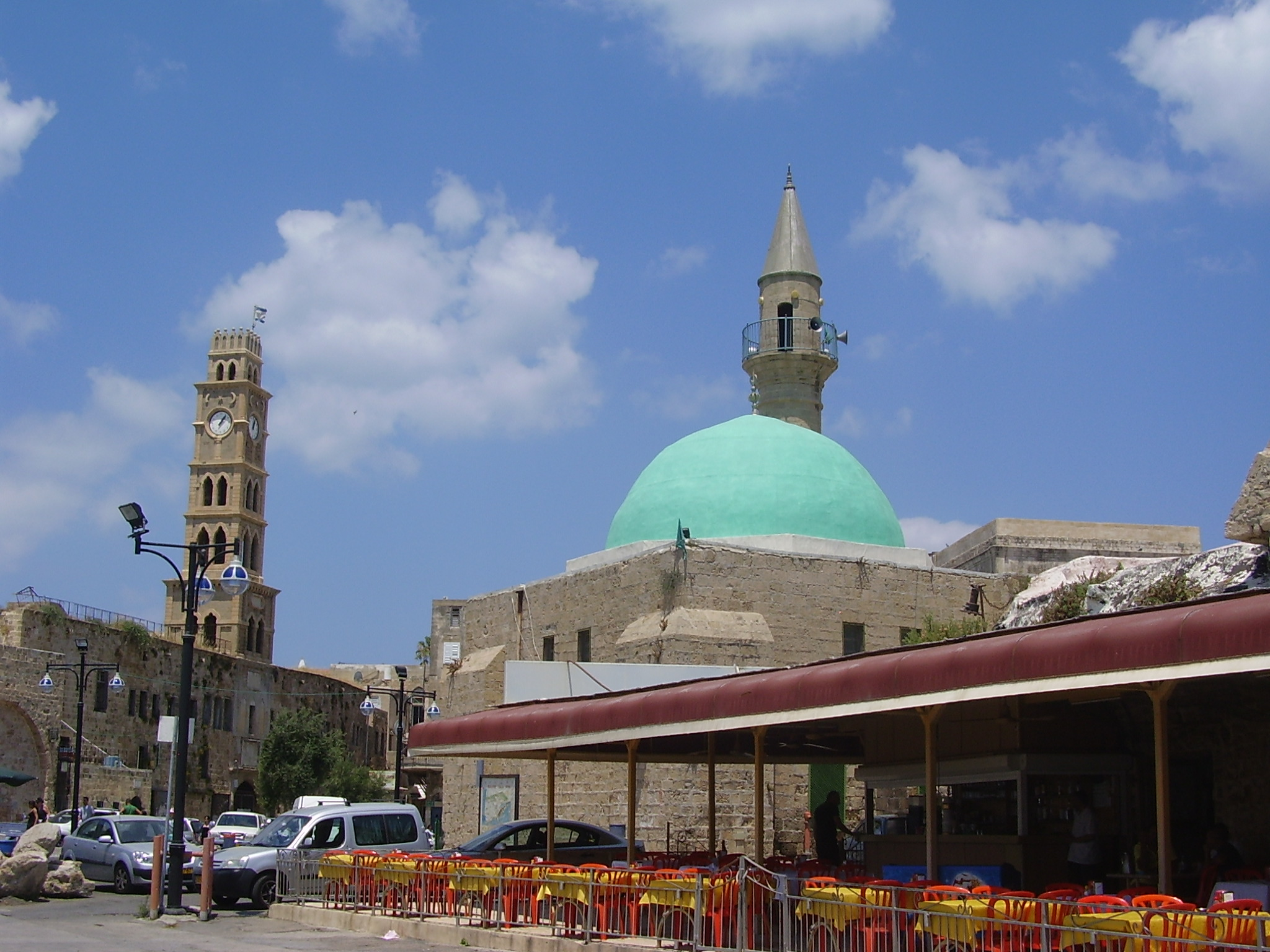
Meczet al-Bahr

Meczet al-Bahr (dawniej nazywany także meczetem Sinan Basza) został wybudowany w 1586 roku przez muzułmańskiego dowódcę Akki, Sanan Paszę. Został poważnie uszkodzony w okresie sprawowania władzy przez Dżazzara Paszę pod koniec XVIII wieku. W 1816 roku odrestaurował go Sulejman Pasza. Meczet znajduje się bezpośrednio przy porcie Akki, na północny wschód od Chan al-Umdan i na południe od Chan al-Ifrandż. Zawsze był to mały meczet, służący jako dom modlitwy dla muzułmanów pracujących w porcie.

## Architektura
Meczet jest samotnie stojącą budowlą przy porcie w Akce. Jest on szczególnie dobrze widoczny od strony morza, co czyni z niego jeden z najbardziej popularnych meczetów w mieście. Jego fasada jest zwieńczona kopułą i minaretem. Wejście znajduje się od strony zachodniej, przeciwnej do przystani rybackiej. Meczet wzniesiono na planie prostokąta, który podzielono na trzy części: przedsionek, dziedziniec i salę modlitwy, która jest kwadratem. Na główną salą modlitewną znajduje się kopuła, a nad dwoma pozostałymi sklepienie krzyżowe. Sala modlitewna ma po stronie południowej dwa okna. Kopuła meczetu jeszcze pod koniec XX wieku była biała, potem pozłacana, a obecnie jest jasnozielona.